# El Puro (revista de Amaika)
El Puro, que sale con humor puro fue una revista española de historietas, editada por Ediciones Amaika entre 1982 y 1983. Como su competidora El Jueves estaba dedicada a la crítica de la actualidad política, recogiendo así el testigo de otras publicaciones de la misma editorial, como El Cuervo en su primera época (1977).

## Trayectoria editorial  y contenido
El primer número de El Puro apareció en octubre de 1982, manteniendo una periodicidad quincenal hasta su número 30, en que pasó a mensual.
| Números | Título             | Autoría |
| ------- | ------------------ | ------- |
|         | A vista de Sappo   | Sappo   |
|         | La telerisión y yo | Sappo   |